# KAT (가수)
KAT(1984년 1월 7일 ~ ) 또는 캣 맥도월(Kat McDowell)은 일본의 싱어송라이터이다.

## 생애
일본의 도쿄도에서 태어나, 5살 때에 아버지의 나라인 뉴질랜드에 이민을 갔으며, 오클랜드에서 자랐다. 7살때 일본인인 어머니가 소장하고 있던 이루카의 테이프를 듣고 가수의 꿈을 품게 되었다. 8살 때 작사 및 작곡을 시작했다. 이후, 뉴질랜드와 영국에서 음악 활동을 하였고, 2005년 9월에는 일본으로 귀국하여 라이브 하우스에서 활동을 시작했다. 그 후, 소니 뮤직의 관계자에게 스카우트되어 활동의 중심을 일본으로 옮기게 된다. 메이저 가수로는 2007년 9월 12일에 binyl records에서 《Rock'n roll boys club-ep-》로 데뷔했다. 2011년 2월에 결혼했다.

## 디스코그래피

### 음반
- Kat (2007)
- Journey to the heart (2009)
- Echoes over the ocean (2009)
- You and me (2011)
- Hope in you (2012)